# Tour della nazionale maschile di rugby a 15 del Sudafrica 1937
Gli Springboks, ossia la nazionale di rugby a 15 del Sudafrica, si recano in tour in Australia e Nuova Zelanda. Un tour positivo: i sudafricani portano a casa la serie con l'Australia (2-0) e con gli All Blacks (2-1).
Fu il tour di maggior successo degli Springboks, tanto che la squadra capitanata da Philip Nel, venne denominata gli "Invincibili".
Resta l'unico successo in una serie completa degli Springboks in Nuova Zelanda.

## Risultati
Sistema di punteggio: meta = 3 punti, Trasformazione=2 punti. Punizione e calcio da mark= 3 punti. drop = 4 punti. 

### In Australia
| Perth 31 maggio 1937 | Western Australia | 8 – 47 | Sudafrica XV |  |

| Adelaide 5 giugno 1937 | Sud Australia | 3 – 55 | Sudafrica XV |  |

| Melbourne 12 giugno 1937 | Victoria | 11 – 45 | Sudafrica XV |  |

| Orange 16 giugno 1937 | Combined Western XV | 0 – 63 | Sudafrica XV |  |

| Sydney 19 giugno 1937 | New Sotuh Wales | 17 – 6 | Sudafrica XV |  |

| Arbitro: | Arthur Irving |

|                            |           |                                  |
| mete:Towers trasf.: Towers | Marcatori | mete: Bastard, Bergh c.p.: Brand |

| Newcastle 30 giugno 1937 | Newcastle | 8 – 58 | Sudafrica XV |  |

| Brisbane 3 luglio 1937 | Australia XV | 3 – 36 | Sudafrica XV |  |

| Toowoomba 7 luglio 1937 | Toowoomba XV | 0 – 60 | Sudafrica XV |  |

| Brisbane 11 luglio 1937 | Queensland | 4 – 39 | Sudafrica XV |  |

| Arbitro: | William F.B. Kilner |

|                                                              |           |                                                                  |
| mete: Hodgson, Kelaher O'Brien trasf.: Rankin c.p.: Rankin 2 | Marcatori | mete: Babrow, Bergh van Reenen 2, White Williams trasf.: Brand 4 |

### In Nuova Zelanda
| Auckland 25 luglio 1937 | Auckland | 5 – 19 | Sudafrica XV |  |

| Hamilton 28 luglio 1937 | Waikato & King Country and Thames Valley | 3 – 6 | Sudafrica XV |  |

| New Plymouth 1º agosto 1937 | Taranaki | 3 – 17 | Sudafrica XV |  |

| Palmerston North 4 agosto 1937 | Manawatu | 3 – 39 | Sudafrica XV |  |

| Wellington 8 agosto 1937 | Wellington | 0 – 29 | Sudafrica XV |  |

| Arbitro: | Lyndon Macassey |

|                                              |           |                            |
| mete: Dick c.p.: Trevathan 2 Drop: Trevathan | Marcatori | mete: Williams Drop: White |

| Blenheim 18 agosto 1937 | Malborugng and Nelson Bay | 0 – 22 | Sudafrica XV |  |

| Christchurch 22 agosto 1937 | Canterbury | 8 – 23 | Sudafrica XV |  |

| Greymouth 26 agosto 1937 | West Coast-Buller | 6 – 31 | Sudafrica XV |  |

| Timaru 28 agosto 1937 | South Canterbury | 6 – 43 | Sudafrica XV |  |

| Arbitro: | Joseph Stewart King |

|                  |           |                                                   |
| mete: Sullivan 2 | Marcatori | mete: Bastard, Turner trasf.: Brand 2 c.p.: Brand |

| Invercagill 8 settembre 1937 | Southland | 17 – 30 | Sudafrica XV |  |

| Dunedin 12 settembre 1937 | Otago | 7 – 47 | Sudafrica XV |  |

| Napier 15 settembre 1937 | Hawkes bay | 12 – 21 | Sudafrica XV |  |

| Blanheim 18 settembre 1937 | Marlborough, Nelson, Golden Bay | 0 – 22 | Sudafrica XV |  |

| Gisborne 20 settembre 1937 | East Coast XV | 3 – 33 | Sudafrica XV |  |

| Auckland 25 settembre 1937                                                                               | Nuova Zelanda | 6 – 17                                               | Sudafrica | Eden Park (55.000 spett.) |
| \| \| \| \| \| c.p.: Trevathan 2 \| Marcatori \| mete: Babrow 2, Bergh Turner, Williams trasf.: Brand \| |               |                                                      |           |                           |
| |               |                                                      |           |                           |
| c.p.: Trevathan 2                                                                                        | Marcatori     | mete: Babrow 2, Bergh Turner, Williams trasf.: Brand |           |                           |

| Auckland 29 settembre 1937 | North Aucklnd | 6 – 14 | Sudafrica XV |  |